# آلفا تلمبه
آلفا تلمبه یک ستاره است که در صورت فلکی تلمبه قرار دارد.